# Mario Cándido Díaz
Mario Cándido Díaz (Santa Fe, Argentina; 9 de julio de 1933-Buenos Aires, 29 de agosto de 2001) fue un militar argentino promovido al grado de teniente general. Fue jefe del Estado Mayor Conjunto de las Fuerzas Armadas (JEMCFFAA) desde el 30 de noviembre de 1992 hasta el 23 de octubre de 1996. También fue subjefe del Estado Mayor General del Ejército.

## Biografía
Mario Cándido Díaz nació el 9 de julio de 1933 en Santa Fe. Contrajo nupcias con Liliana Graciela Monti y fue padre de cuatro hijos.

### Carrera militar
Díaz ingresó al Colegio Militar de la Nación en 1953 y egresó en 1957 como subteniente de Infantería.
Fue jefe del Regimiento de Infantería 3, que se encontrara asentado en La Tablada.
Se desempeñó como jefe de prensa del autodenominado Proceso de Reorganización Nacional y durante la presidencia de facto de Jorge Rafael Videla. Fue después interventor de la Unión Obrera Metalúrgica. A partir de allí tuvo relación con el peronismo gremial, en especial con Lorenzo Miguel.
Siendo director de la Escuela de Apoyo de Combate General Lemos, custodió al teniente coronel Aldo Rico y sus seguidores del primer levantamiento carapintada ocurrido en 1987.
Entre 1991 y 1992 y con el grado de general de división se desempeñó como subjefe del Estado Mayor General del Ejército (SUBJEMGE), mientras el jefe del Estado Mayor fue el teniente general Martín Antonio Balza.
Entre noviembre de 1992 y octubre de 1996 se desempeñó como Jefe del Estado Mayor Conjunto de las Fuerzas Armadas. Abandonó el cargo tras haber vertido un discurso en el cual reivindicó del terrorismo de Estado, y por el cual recibió felicitaciones de Luciano Benjamín Menéndez y Ramón Genaro Díaz Bessone.

### Vida posterior al retiro
En el año 2000 el general Díaz integró una comisión del Círculo Militar juntamente con los generales Leandro Anaya, José Caridi, Francisco Gassino y Julio Fernández Torres y presidida por el general Ramón Genaro Díaz Bessone, que resolvió expulsar del Círculo Militar al general Martín Balza por la autocrítica vertida por éste sobre los crímenes cometidos por el Ejército Argentino en el terrorismo de Estado.
El teniente general (RE) Díaz murió el 29 de agosto de 2001; fue sepultado en el Cementerio Jardín de Paz, sito en Pilar.

| Predecesor: Martín Antonio Balza | Subjefe del Estado Mayor General del Ejército 1 de noviembre de 1991- 30 de noviembre de 1992 | Sucesor: Néstor Fernández |